# Phronia carli
Phronia carli är en tvåvingeart som beskrevs av Chandler 2001. Phronia carli ingår i släktet Phronia och familjen svampmyggor. Inga underarter finns listade i Catalogue of Life.